# Robinson Township (comté de Crawford, Illinois)
Robinson Township est un township du comté de Crawford dans l'Illinois, aux États-Unis,. 

## Source de la traduction
- (en) Cet article est partiellement ou en totalité issu de l’article de Wikipédia en anglais intitulé « Robinson Township, Crawford County, Illinois » (voir la liste des auteurs).